# Bienvenido Scotivoli
San Bienvenido Scotivoli, (Ancona, 1188-Osimo, 2 de marzo de 1282. Italia). Obispo de Osimo. Santo de la Iglesia católica.
Estudió derecho en Bolonia bajo la guía de san Silvestre Guzzolini, canónigo de Osimo. Fue nombrado capellán pontificio y luego arcediano de Ancona. El 1 de agosto de 1263 fue nombrado administrador de la diócesis de Osimo, que había sido unida a la de Numana por Gregorio IX como castigo a su adhesión al partido del emperador Federico II. Restablecida la sede de Osimo, el 13 de marzo de 1264, Urbano IV hizo a Bienvenido su obispo. En 1267, Clemente IV le dio el gobierno de la Marca de Ancona. Ordenó sacerdote a San Nicolás de Tolentino. Muy devoto de San Francisco, acogió en su diócesis a los Hermanos Menores, vistiendo él mismo el hábito franciscano.
Destacó por su espíritu reformador. En 1270 prohibió al monasterio de San Florencio de Pescivalle, del cual era administrador, enajenar los bienes. En 1273 prohibió la venta de las propiedades eclesiásticas y en 1274 puso en marcha las reformas del capítulo de la catedral, además de defender los derechos de su diócesis sobre la ciudad de Cingoli. Tenía gran fama por su afabilidad, paciencia y constancia.
Martín IV reconoció el culto en 1284, sin haber sido canonizado.
Patrón de la ciudad de Osimo desde el año 1755.